# Phellinus
Phellinus és un gènere de fongs de l'ordre dels himenoquetals (Hymenochaetales). Moltes espècies causen la podridura blanca i altres són bolet de soca. El seu cos fructífer creix sobre la fusta. Són llenyosos, de consistència del suro i de color marró i les hifes són marró groguenques.
El nom de Phellinus significa suro.
Els Phellinus produeixen el fenol natural hispidina.